# 碧仙桃西北
碧仙桃西北（英語：Bristol North West），英國國會一自治郡選區，包括英格蘭西南部碧仙桃北部和西北部。始設於2010年。
保守黨的夏洛特·萊絲莉在2010年大選中以38.0%選票勝出該區成功當選。